# Ter Apelkanaal
Ter Apelkanaal (Gronings: Troapelknoal) is een dorp in de gemeente Westerwolde in de provincie Groningen. Het ligt langs het gelijknamige kanaal, een voortzetting van het Stadskanaal. Het dorp had in 2023 1.000 inwoners. Het grenst aan Ter Apel en Musselkanaal.
Het dorp bestaat uit twee wegen aan beide zijden van het kanaal. Het is een typische veenkolonie. Aan de noordkant van het dorp, bij een knik in het kanaal, staat een groot complex van Avebe. Vlak daarbij, aan de Schaalbergerweg, is een grote Forellenkwekerij. In het dorp bevinden zich daarnaast een basisschool en enkele winkels.
Ter Apelkanaal had in het verleden een eigen station aan de voormalige spoorlijn Stadskanaal - Ter Apel. Het station lag bij de Vetstukkenmond, maar is al lang gesloopt.

## Geboren
- Greetje de Vries-Leggedoor (1955), CDA-politica
- Anja Hazekamp (1968), politica namens de Partij voor de Dieren, lid van het Europees Parlement

Dorpen: Barnflair · Bellingwolde · Blijham · Bourtange · Jipsingboertange · Oudeschans · Over de Dijk · Sellingen · Ter Apel · Ter Apelkanaal · Veelerveen · Vlagtwedde · Vriescheloo · Wedde · Wedderheide · Zandberg (deels)

Buurtschappen: Agodorp · Borgertange · Borgerveld · Bovenstreek · De Bouwte · De Bruil · De Bult · Den Ham · De Heemen · De Lethe · De Maten · De Oerde · De Straat (Engelkes) · Draaijerij · Ellersinghuizen · Hanetange · Harpel · Hoorn · Hoornderveen · Jipsingboermussel · Jipsinghuizen · Kielhuppen · Klein-Ulsda · Klontjebuurt · Koudehoek · Lammerweg · Laude · Lauderbeetse · Lauderzwarteveen · Laudermarke · Leemdobben · Lieskemeer · Loosterheide · Lutje Ham · Lutjeloo · Morige · Munnekemoer · Nienoordstreekje · Oosteinde · Overdiep · Pallert · Plaggenborg · Poldert · Renneborg · Rhederbrug · Rhederveld · Rijsdam · Roelage · 't Schot · Sellingerbeetse · Sellingerzwarteveen · Slegge · Stakenborg · Stobben · Ter Borg · Ter Haar · Ter Walslage · Ter Wisch · Tjabbesstreek · Veele · Veendijk · Veerste Veldhuis · Verbindingsweg · Vlagtwedder-Veldhuis · Vogelzang · Voorwold · Wedderbergen · Wedderveer · Weende · Weite · Wessingtange · Westeind · De Westert · Winschoterhogebrug (deels) · Winschoterzijl (deels) · Wollingboermarke · Wollinghuizen · Zuidveld · Zandstroom

Groningen: Steden en dorpen      Nederland: Provincies · Gemeenten